# Nationalsozialistischer Führungsoffizier

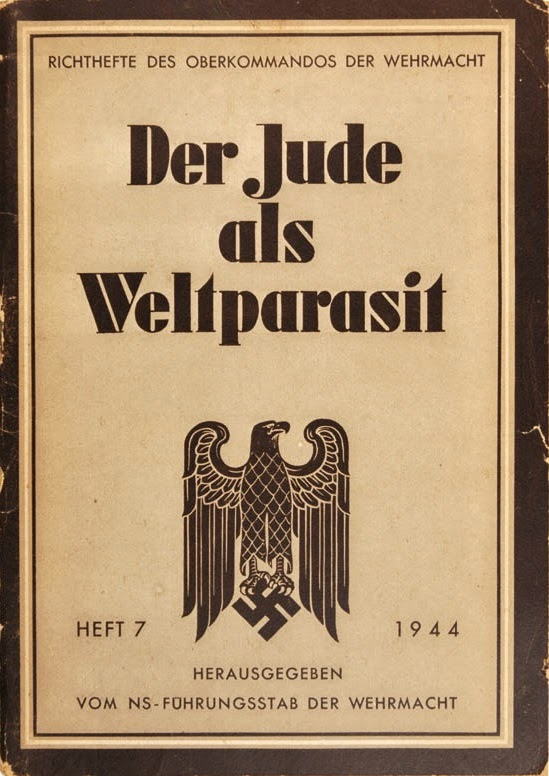
Texte de propagande antisémite sur lequel s'appuyaient notamment les NSFO

La fonction de Nationalsozialistischer Führungsoffizier (NSFO) désignait dans la Wehrmacht, au cours de la Seconde Guerre mondiale, les officiers-instructeurs en national-socialisme.
La fonction de NSFO est créée par un « ordre du Führer » Adolf Hitler le 22 décembre 1943. Ces officiers avaient pour tâche d'enseigner l'idéologie nazie aux soldats dans le cadre d’exposés et de discussions. Cela dans le but de renforcer chez eux la volonté de combattre jusqu’au bout.
Les effectifs étaient choisis par les services du personnel parmi les officiers de la Wehrmacht. Ils devaient cependant être confirmés dans leurs fonctions par une commission instituée par le chef de la chancellerie du parti (en allemand, le Parteikanzleichef) Martin Bormann. Cette commission présidée par Wilhelm Ruder avait pour rôle de vérifier que ces hommes étaient "sans tache" au sens du national-socialisme. À la fin 1944, il y avait environ 1100 NSFO de plein exercice et 47000 NSFO auxiliaires. 